# Marijampolė
Ne pas confondre avec Mariampil (Ukraine).
Marijampolė (en polonais Mariampol, en français Mariampolé) est une ville du sud de la Lituanie, chef-lieu de l'apskritis de Marijampolė ; c'est le centre de la région traditionnelle de Sudovie. Sa population d'environ 48 800 habitants (2003) en fait la septième ville de Lituanie. La superficie de la commune est de 2 050,7 ha.

## Situation
Marijampolė est proche des frontières de la Lituanie avec la Pologne (au sud) et avec l'oblast de Kaliningrad (à l'ouest), enclave qui fait partie de la fédération de Russie.
Elle se situe à environ 60 km du lac Vištytis. Elle est divisée en deux par la rivière Šešupė, qui est enjambée par six ponts.

## Histoire

### Fondation et nom de la ville
La ville a été créée en 1750 par les Pères mariens de l'Immaculée Conception de la Vierge Marie (Congregatio Clericorum Marianorum ab Immaculata Conceptionis Beatissimae Virginis Mariae) qui construisent d'abord une église et un monastère, puis un certain nombre de constructions civiles.
Son nom est composé de Marijam (la Vierge Marie) et de polė, apparenté (à partir de l'indo-européen *plê- "fortin") au grec πόλις (polis), qui signifie « ville » (en l'occurrence, ce polė n'a donc pas de rapport avec le mot slave pole ou polje, « plaine »). En français au XIXe siècle, la forme utilisée était Marienpol.

### Événements ultérieurs
En 1792, le roi de Pologne et grand-duc de Lituanie Stanislas Auguste Poniatowski lui donne le statut de ville, pourvue du droit de Magdebourg.
Après le 3e partage de la république des Deux Nations (1795), qui met fin à l'État lituano-polonais, elle fait partie des territoires annexés par la Prusse (province de Nouvelle-Prusse-Orientale) ; elle fait ensuite partie du duché de Varsovie institué par Napoléon lors du traité de Tilsit en 1807 (Département de Łomża), puis, après le congrès de Vienne, du royaume de Pologne attribué au tsar Alexandre Ier de Russie.
Le 22 avril 1831, durant l'insurrection polonaise de 1830-1831, une bataille a lieu à Mariampol, remportée par les forces russes.
Après la Première Guerre mondiale, lors de l'établissement de la République de Lituanie, Marijampolė devient une ville de première importance. En 1924 est inaugurée la gare de Marijampolė. 
Les Soviétiques ayant annexé la République de Lituanie, Marijampolė connaît plusieurs vagues d'arrestations, de déportations et d'exécutions sommaires jusqu'à la retraite de l'Armée rouge et du NKVD.
Au cours de l'été 1941, 5 158 Juifs de la ville sont exécutés. Plusieurs exécutions sont perpétrées par un Einsatzgruppen composé d'Allemands et de leurs collaborateurs lituaniens.
En septembre 1944, la ville est le théâtre de violents combats entre Allemands et Soviétiques. La réintégration de la ville dans l'URSS entraîne de nouvelles déportations et exécutions, et l'exil de  nombreux Lituaniens, ainsi que des combats de partisans anti-soviétiques, dont les bases se trouvent dans les forêts voisines (jusque vers 1956).   
Sous le régime soviétique, la ville porte le nom de Kapsukas de 1955 à 1989 (d'après Vincas Kapsukas, fondateur du Parti communiste de Lituanie). L'ancien nom est repris peu après le rétablissement de l'indépendance de la Lituanie.

## Communications
La ville peut aisément être gagnée du reste du pays, entre autres grâce à la ligne de chemin de fer Kaunas-Šestokai-Alytus, qui s’arrête en la gare de Marijampolė. La capitale Vilnius n'est qu'à 139 km de distance, et Klaipėda à 231 ; la frontière polonaise, elle, n'est qu'à 38 km. Elle se trouve en outre au carrefour de deux voies de communication majeures, la Via Baltica, qui, après restauration, reliera Helsinki à l'Europe centrale et l'Europe du Sud, et une autre, qui relie Kaliningrad à la Biélorussie.

## Sport
- Sūduva club de football.

## Jumelages
Marijampolė est jumelée aux villes suivantes :
- Kokkola (Finlande) ;
- Bergisch Gladbach (Allemagne) ;
- Suwałki (Pologne) ;
- Piotrków Trybunalski (Pologne) ;
- Kvam (Norvège) ;
- Lesja (Norvège) ;
- Viborg (Danemark) ;
- Tcherniakhovsk (Russie).